# Robert Muldoon

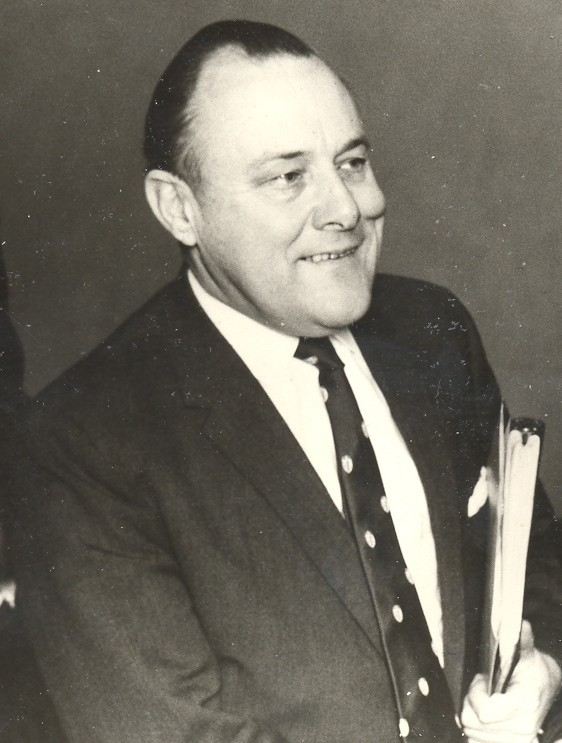
Robert Muldoon 1969

Sir Robert David Muldoon (* 25. September 1921 in Auckland, Neuseeland; † 5. August 1992 ebenda) war Mitglied der konservativen New Zealand National Party und von 1975 bis 1984 Premierminister Neuseelands.

## Leben
Muldoon wuchs in einer Familie aus der unteren Mittelklasse auf. Geprägt wurde er von seiner Großmutter, einer aktiven Sozialistin. Sein Vater erkrankte an Syphilis und wurde in eine psychiatrische Klinik eingewiesen.
Er schloss sich im Zweiten Weltkrieg der Armee an und kämpfte im Südpazifik und Italien, wo er eine Ausbildung zum Buchhalter absolvierte. Er lernte Duncan MacIntyre und Jack Marshall kennen, Mitglieder der National Party, der er sich nach seiner Rückkehr nach Neuseeland anschloss.
Nach zwei erfolglosen Versuchen sich gegen etablierte Parteigenossen durchzusetzen wurde Muldoon 1960 ins Parlament gewählt. Seinen Wahlkreis Tamaki, in Vorort Aucklands, vertrat er 32 Jahre lang.
Ab 1963 war er dem Finanzminister Harry Lake unterstellt. Als dieser 1967 starb, wurde er sein Nachfolger, mit 45 Jahren der jüngste Finanzminister der Insel. Eigentlich stand ihm nun der dritte Platz im Kabinett zu. Premierminister Keith Holyoake setzte ihn jedoch nur auf den achten Platz, vermutlich mochte er Muldoons arrogante und ehrgeizige Art nicht. Dennoch gelang es ihm, Sympathien in der Bevölkerung zu sammeln, auch weil er das Fernsehen besser zu nutzen verstand als seine älteren Kollegen. Der Wahlsieg der National Party von 1969 wird zu großen Teilen ihm zugeschrieben.
Muldoon lehnte sowohl Abtreibung als auch die Todesstrafe ab. Um deren Verbot zu erreichen, unterstützte er zeitweise die Opposition.
Nach Holyoakes Rücktritt 1971 wurde er stellvertretender Premierministers hinter Jack Marshall. Der verlor die Wahl 1972 deutlich und trat ebenfalls zurück. Muldoon wurde Oppositionsführer, bis er bei der Wahl 1975 Bill Rowling deutlich schlug.

### Zeit als Premierminister
Muldoon wurde sowohl Premier- als auch Finanzminister. Wesentliches Ziel seiner Regierung war die Erhaltung des Sozialstaates in wirtschaftlich schwierigen Zeiten. Durch den Beitritt Großbritanniens zur europäischen Gemeinschaft ging der wichtigste Außenmarkt verloren, dazu kam die Ölkrise der 1970er Jahre.
Um die wirtschaftlichen Probleme zu lösen, setzte Muldoon eine Steuersenkung durch. Da dies keinen Erfolg brachte, wurden Löhne, Preise und Dividenden eingefroren, ursprünglich für ein Jahr. Es wurden Kredite aufgenommen, um große Projekte zur Ankurbelung der Wirtschaft finanzieren zu können. Keines der Projekte, die als Think-Big-Projekte in die Geschichte eingingen, brachte schnellen Erfolg und so musste die Frist auf zwei Jahre verlängert werden. Dem Staatshaushalt gingen schätzungsweise eine Milliarde Neuseeland-Dollar verloren. Muldoon selbst bezeichnete seine Finanzpolitik später als Fehler.
Bei den Wahlen 1978 und 1981 blieb die National Party an der Macht, verlor aber jedes Mal viele Stimmen an die Labour Party.
1981 unterstützte Muldoon die Tour der südafrikanischen Rugby-Nationalmannschaft durch Neuseeland. Er war der Meinung, dass Politik und Sport getrennt werden müssen, auch wenn Südafrika zu dieser Zeit wegen der Apartheid international isoliert war. Das Ereignis löste landesweite Proteste und Demonstrationen aus.
Nach einem Streit mit der Parteigenossin Marilyn Waring, die mit einem Wechsel zur Opposition drohte, setzte Muldoon eine Neuwahl für den 14. Juli 1984 an. Er sah sich ohne Warings Unterstützung nicht mehr in der Lage zu regieren. Die Labour Party gewann dort 56 der 93 Sitze, David Lange wurde neuer Premierminister.
Zwischen der Wahl und der formalen Übergabe an die neue Regierung kam es zu einer weiteren Auseinandersetzung. Die Neuseeländische Bank sah den Neuseeländischen Dollar im Vergleich zum US-Dollar überbewertet. Sie bat Muldoon eine Abwertung durchzuführen, der weigerte sich jedoch, da er die Maßnahme nicht für sozialverträglich hielt. Die Nationalbank musste daraufhin zeitweise den Börsenhandel im Land aussetzen. Es ist in Neuseeland üblich, dass die alte Regierung zwischen Wahl und Machtübergabe an die neue Regierung gemäß deren Wünschen entscheidet. Lange bat Muldoon die Abwertung durchzuführen, der weigerte sich aber weiter. Erst kurz vor der Machtübergabe erfüllte er den Wunsch.

### Nach der Abwahl

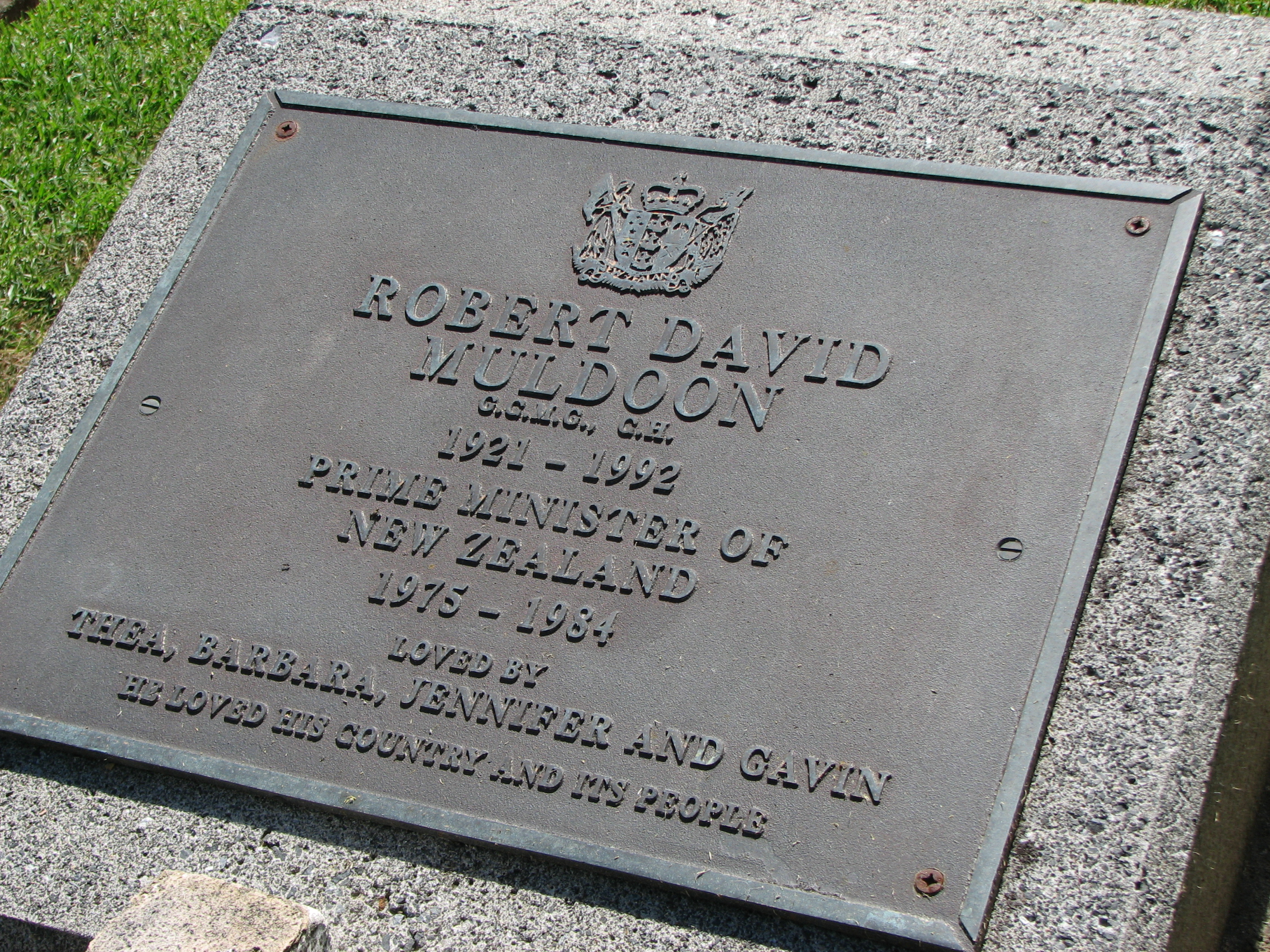
Muldoons Grabstein in Auckland

Muldoon wurde kurz nach der Wahl auch als Parteivorsitzender abgelöst. Seinen Nachfolger Jim McLay griff er immer wieder an, bis 1986 sein Favorit Jim Bolger, später selbst Premierminister, den Posten erhielt.
Muldoons politischer Einfluss schwand schnell. Er musste erleben, wie sein Schützling Bolger unter dem Schlagwort Ruthanasia die Liberalisierung der neuseeländischen Wirtschaft vorantrieb. Er sprach sich erfolglos gegen eine Legalisierung der Homosexualität aus.
Neben seiner Tätigkeit als Abgeordneter schrieb er Artikel in Wirtschaftsmagazinen, in denen er Ruthanasia die Schuld an den wirtschaftlichen Problemen gab. Er trat als Erzähler in der Rocky Horror Show auf und wirkte bei verschiedenen Werbespots sowie zwei Fernsehserien mit. Er moderierte auch eine Radiosendung mit dem Titel Lilies and other things.
Am 17. November 1991 trat er als Abgeordneter zurück. Kurze Zeit später erkrankte er und starb am 5. August 1992 im Alter von 70 Jahren in Auckland.

## Trivia
Robert Muldoon war aufgrund seiner rundlichen Figur unter dem Spitznamen „Piggy“ (Schweinchen) bekannt.